# Be with you
Be with you – trzeci debiutancki singiel Triinu Kivilaan. Po sukcesie singla Fallen kojeny, trzeci singel Triinu trafił na półki sklepowe 14 listopada.
Teledysk do tego utworu został nakręcony na początku października, natomiast jego premiera miała miejsce 18 października.

## Lista utworów
1. Be with you
2. Be with you (Air Mix)
3. Be with you (RnB Mixx)
4. Rescue me (Feel Mix)